# Elrhazosaurus
Elrhazosaurus (que significa "lagarto Elrhaz") é um gênero de dinossauro iguanodontiano basal, conhecido por ossos isolados encontrados em rochas do Cretáceo Inferior do Níger. Esses ossos foram inicialmente pensados para pertencer a uma espécie do driossaurídeo relacionado Valdosaurus, mas desde então foram reclassificados.

## História da descoberta

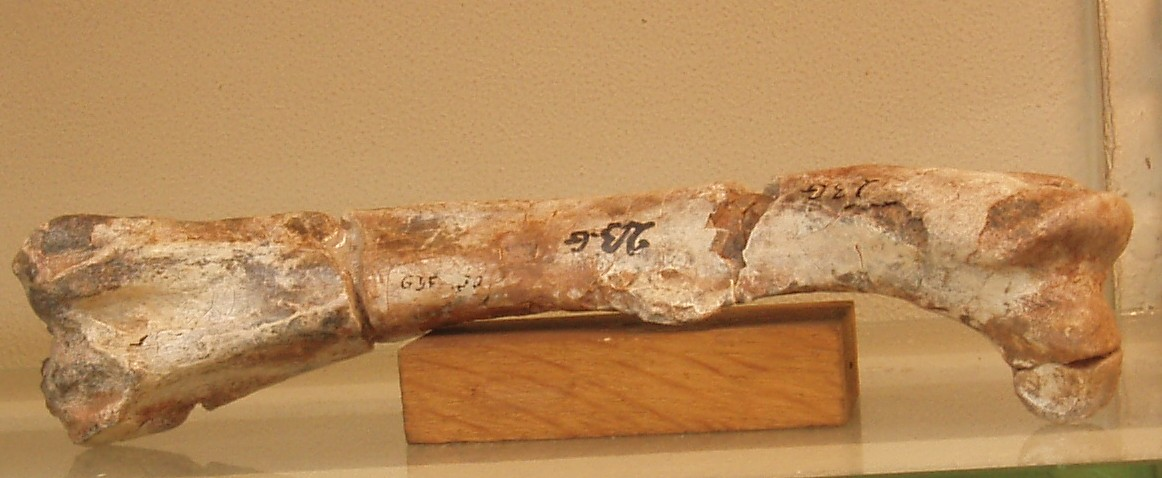
Fêmur do Elrhazosaurus nigeriensis

Elrhazosaurus é baseado em MNHN GDF 332, um osso da coxa esquerda coletado por Philippe Taquet da parte superior da Formação Elrhaz de Gadoufaoua no deserto de Ténéré, Agadez, Níger. Esta unidade rochosa data do estágio final do Aptiano, aproximadamente 115 milhões de anos atrás. O osso foi designado como espécime-tipo de uma nova espécie de Valdosaurus (V. nigeriensis) por Peter Galton e Taquet em 1982. Diferenciou-se da espécie-tipo V. canaliculatus pela localização dos trocânteres e outros detalhes. Como o V. canaliculatus é conhecido da Europa, a presença de uma espécie relacionada na África central foi interpretada como evidência de uma conexão terrestre entre os dois continentes.
V. nigeriensis recebeu seu próprio gênero, Elrhazosaurus, por Galton em 2009. Isso foi feito com base na diferença de morfologia e idade geológica versus V. canaliculatus. Ele o manteve como um driossaurídeo.  Enquanto Elrhazosaurus às vezes é descrito como conhecido apenas pelos ossos da coxa, pelo menos um osso do braço foi atribuído ao gênero.

## Paleoecologia
A Formação Elrhaz é composta principalmente de arenitos fluviais. Um conjunto diversificado de animais fósseis foi recuperado, incluindo bivalves de água doce, tubarões hibodontes, peixes ósseos, tartarugas, vários gêneros de crocodilomorfos (Anatosuchus, Araripesuchus, Sarcosuchus e Stolokrosuchus), pterossauros ornithocheirid não descritos, os dinossauros terópodes Eocarcharia, Kryptops, Suchomimus, e um noassaurídeo não descrito (possivelmente Bahariasaurus), os saurópodes Nigersaurus e um titanossauro não descrito (possivelmente Malawisaurus), e os iguanodontianos Lurdusaurus e Ouranosaurus. Como um iguanodontiano driossaurídeo, Elrhazosaurus teria sido um corredor bípede herbívoro de constituição leve.